# Birmingham District
Il Birmingham District è un'area geologica nelle vicinanze di Birmingham, in Alabama. La sua caratteristica principale è l'abbondanza di materie prime utilizzate nella produzione di acciaio, calcare, ferro e carbone. 